# Lancaster (Ohio)
Pour les articles homonymes, voir Lancaster.
Lancaster est une ville de l'État de l'Ohio, aux États-Unis.
Elle est le siège du comté de Fairfield.

## Géographie
Selon les données du Bureau du recensement des États-Unis, Lancaster a une superficie de  46,8 km2 (soit 18,1 mi2) dont 46,8 km2 (soit 18,1 mi2) en surfaces terrestres et 0,06 % en surfaces aquatiques.

## Démographie
Lancaster était peuplée, lors du recensement de 2010, de 38 780 habitants.

## Personnalités liées à la ville
nés dans la ville
- William Tecumseh Sherman (1820-1891), général de l'Armée de l'Union
- John Sherman (1823-1900), Secrétaire d'État des États-Unis
- Lawrence C. Windom (1876-1957), réalisateur.
- David Graf (1950-2001) acteur américain.